# کاسیلوندیا
کاسیلوندیا (به پرتغالی: Cassilândia) یک منطقهٔ مسکونی در برزیل است که در ماتوگروسو جنوبی واقع شده‌است. کاسیلوندیا ۳٬۶۴۹٫۸۳ کیلومتر مربع مساحت و ۲۲٬۰۰۲ نفر جمعیت دارد و ۴۷۰ متر بالاتر از سطح دریا واقع شده‌است.